# Leptotyphlops
Leptotyphlops – rodzaj węży z podrodziny Leptotyphlopinae w rodzinie węży nitkowatych (Leptotyphlopidae).

## Zasięg występowania
Rodzaj obejmuje gatunki występujące w Afryce (Etiopia, Sudan Południowy, Demokratyczna Republika Konga, Rwanda, Burundi, Uganda, Kenia, Tanzania, Malawi, Zambia, Angola, Namibia, Botswana, Zimbabwe, Mozambik, Eswatini, Lesotho i Południowa Afryka). 

## Systematyka

### Etymologia
- Leptotyphlops: gr. λεπτος leptos „delikatny, drobny”[6]; τυφλωψ tuphlōps, τυφλωπος tuphlōpos „ślepy wąż”[7].
- Glauconia: gr. γλαυκος glaukos „lśniący, błyszczący”[8]. Gatunek typowy: Typhlops nigricans Schlegel, 1839.

### Podział systematyczny
Do rodzaju należą następujące gatunki:

- Leptotyphlops aethiopicus Broadley & Wallach, 2007
- Leptotyphlops conjunctus (Jan, 1861)
- Leptotyphlops distanti (Boulenger, 1892)
- Leptotyphlops emini (Boulenger, 1890)
- Leptotyphlops howelli Broadley & Wallach, 2007
- Leptotyphlops incognitus (Broadley & Watson, 1976)
- Leptotyphlops jacobseni Broadley & Broadley, 1999
- Leptotyphlops kafubi (Boulenger, 1919)
- Leptotyphlops keniensis Broadley & Wallach, 2007
- Leptotyphlops latirostris (Sternfeld, 1912)
- Leptotyphlops lepezi (Boulenger, 1901)
- Leptotyphlops macrops (Broadley & Wallach, 1996)
- Leptotyphlops mbanjensis Broadley & Wallach, 2007
- Leptotyphlops merkeri (Werner, 1909)
- Leptotyphlops nigricans (Schlegel, 1839)
- Leptotyphlops nigroterminus Broadley & Wallach, 2007
- Leptotyphlops pembae Loveridge, 1941
- Leptotyphlops pitmani Broadley & Wallach, 2007
- Leptotyphlops pungwensis Broadley & Wallach, 1997
- Leptotyphlops scutifrons (Peters, 1854)
- Leptotyphlops sylvicolus Broadley & Wallach, 1997
- Leptotyphlops telloi Broadley & Watson, 1976